# 슬로바키아 공화국 (1939년~1945년)
슬로바키아 공화국(슬로바키아어: Slovenská republika 슬로벤스카 레푸블리카) 또는 슬로바키아국(슬로바키아어: Slovenský štát 슬로벤스키 슈타트)은 1939년 3월 14일에서 1945년 5월 8일 사이에 슬로바키아에 있던 나치 독일의 종속국이자 동맹국이었던 반독립 국가를 이른다. 이 나라는 현재의 슬로바키아 남부 및 동부 일부 지역을 제외하면 거의 같은 영토를 이루고 있었다. 슬로바키아 공화국은 독일, 보헤미아 모라바 보호령, 폴란드 총독부(독일이 점령한 폴란드 지역), 헝가리와 경계를 이루었다.
슬로바키아 공화국은 나치 독일을 비롯하여 중화민국 임시 정부, 크로아티아 독립국, 엘살바도르, 에스토니아, 이탈리아 왕국, 헝가리 왕국, 일본 제국, 리투아니아, 만주국, 몽강국, 루마니아 왕국, 소비에트 연방, 스페인, 스위스, 바티칸 시국의 승인을 받았다. 제2차 세계 대전이 연합국의 승리로 끝나면서 뮌헨 협정과 그 모든 결과가 무효화되었고 슬로바키아 제1공화국의 적법성 또한 무효가 되었다.

## 같이 보기
- 슬로바키아
- 추축국
- 체코슬로바키아 망명정부
- 뵈멘-메렌 보호령
- 독일의 체코슬로바키아 점령